# Kaldvellfjorden
Kaldvellfjorden er en lille fjord på grænsen mellem kommunerne Grimstad og Lillesand, lige øst for selve Lillesand i Agder fylke i Norge. Fjorden har indløb vest for Auesøya og går mod  nord til landsbyen Helldal, hvor den drejer mod nordøst. Den inderste del af fjorden hedder bare Kilen og er cirka en kilometer lang.
Det specielt smalle indløb til Kilen bliver krydset af Svennevig bro som før var en del af Europavej 18 mellem Lillesand og Grimstad, vejen hedder nu fylkesvej 420. 
Totalt har Kaldvellfjorden en længde på cirka 6 kilometer.